# Leiothrix hatschbachii
Leiothrix hatschbachii är en gräsväxtart som beskrevs av Harold Norman Moldenke. Leiothrix hatschbachii ingår i släktet Leiothrix och familjen Eriocaulaceae. Inga underarter finns listade i Catalogue of Life.